# SIEV
 (octobre 2012).
Si vous disposez d'ouvrages ou d'articles de référence ou si vous connaissez des sites web de qualité traitant du thème abordé ici, merci de compléter l'article en donnant les références utiles à sa vérifiabilité et en les liant à la section « Notes et références ».
La Société d'Identification Électronique Vétérinaire, ou SIEV, est un ancien organisme gérant l'identification des animaux de compagnie en France, sauf le tatouage des chiens.
La SIEV gérait ce qui concerne l'identification électronique (chiens, chats, furets et nouveaux animaux de compagnie), la distribution des numéros de tatouage pour chats et furets, les passeports pour animaux de compagnie ainsi que le « fichier national des carnivores autres que domestiques ».
Il y avait, jusqu'en janvier 2013, une séparation entre les tatouages chiens, gérés par la Société centrale canine (SCC) sur le site FICADO, et les autres identifications. Le site de la SIEV gérait ce qui concerne les transpondeurs chiens, chats, furets et NAC, et les tatouages chats et furets.
En janvier 2013, les deux sites ont fusionné pour former l'I-CAD.